# Tres grandes del fútbol costarricense
Los «Tres Grandes del fútbol costarricense» es el apodo con el que la prensa deportiva define a los tres clubes de fútbol más exitosos de Costa Rica: el Deportivo Saprissa, la Liga Deportiva Alajuelense y el Club Sport Herediano. Estas tres instituciones tienen una arraigada rivalidad, y suelen ser los principales contendientes por el título.
En conjunto, han ganado un total de 101 de los 121 Campeonatos de Liga disputados y generalmente terminan compartiendo el podio de la tabla de puntos. Ninguno de ellos ha descendido de la Primera División, la Liga Deportiva Alajuelense y el Club Sport Herediano han sido participantes desde 1921 y el Deportivo Saprissa desde 1949.

## Datos generales de los clubes
| Equipo                     | Ciudad                      | Estadio                | Capacidad | Fundación       |
| -------------------------- | --------------------------- | ---------------------- | --------- | --------------- |
| Liga Deportiva Alajuelense | Alajuela, Alajuela          | Alejandro Morera Soto  | 17.000    | 1919 (106 años) |
| Club Sport Herediano       | Heredia, Heredia            | Eladio Rosabal Cordero | 8.000     | 1921 (104 años) |
| Deportivo Saprissa         | San Juan de Tibás, San José | Ricardo Saprissa Aymá  | 21.350    | 1935 (90 años)  |

## Finales disputadas

### Primera División
- Las finales de Liga abarcan tanto los torneos largos como los torneos cortos.

| Edición         | Campeón         | Resultado              | Subcampeón      | Sede Final                     |
| Enfrentamientos | Enfrentamientos | Enfrentamientos        | Enfrentamientos | Enfrentamientos                |
| --------------- | --------------- | ---------------------- | --------------- | ------------------------------ |
| 1966            | Alajuelense     | 1-0, 1-1               | Saprissa        | Estadio Nacional               |
| 1971            | Alajuelense     | 2-1, 2-4 (3-5) (3-1.p) | Saprissa        | Estadio Nacional               |
| 1980            | Alajuelense     | 1-0, 1-0               | Herediano       | Estadio Nacional               |
| 1985            | Herediano       | 1-0, 1-0               | Alajuelense     | Estadio Alejandro Morera Soto  |
| 1991            | Alajuelense     | 2-1, 1-0               | Saprissa        | Estadio Ricardo Saprissa       |
| 1992            | Alajuelense     | 0-0, 1-0               | Saprissa        | Estadio Alejandro Morera Soto  |
| 1993-94         | Saprissa        | 2-0, 1-2               | Alajuelense     | Estadio Alejandro Morera Soto  |
| 1994-95         | Saprissa        | 3-1, 0-1               | Alajuelense     | Estadio Ricardo Saprissa       |
| 1996-97         | Alajuelense     | 3-2, 1-1               | Saprissa        | Estadio Alejandro Morera Soto  |
| 1997-98         | Saprissa        | 2-1, 0-0               | Alajuelense     | Estadio Alejandro Morera Soto  |
| 2003-04         | Saprissa        | 1-1, 2-1               | Herediano       | Estadio Ricardo Saprissa       |
| Invierno 2007   | Saprissa        | 2-0, 2-2               | Herediano       | Estadio Ricardo Saprissa       |
| Verano 2008     | Saprissa        | 1-0, 1-0               | Alajuelense     | Estadio Alejandro Morera Soto  |
| Invierno 2008   | Saprissa        | 0-2, 3-0               | Alajuelense     | Estadio Ricardo Saprissa       |
| Invierno 2010   | Alajuelense     | 0-0, 1-1 (4-3.p)       | Herediano       | Estadio Alejandro Morera Soto  |
| Invierno 2011   | Alajuelense     | 1-1, 1-1 (5-6.p)       | Herediano       | Estadio Eladio Rosabal Cordero |
| Invierno 2012   | Alajuelense     | 2-1, 1-1               | Herediano       | Estadio Alejandro Morera Soto  |
| Invierno 2013   | Alajuelense     | 0-0, 0-0 (5-3.p)       | Herediano       | Estadio Eladio Rosabal Cordero |
| Verano 2014     | Saprissa        | 0-0, 1-0               | Alajuelense     | Estadio Ricardo Saprissa       |
| Invierno 2014   | Saprissa        | 4-2, 1-1               | Herediano       | Estadio Eladio Rosabal Cordero |
| Verano 2015     | Herediano       | 1-1, 2-2 (3-2.p)       | Alajuelense     | Estadio Eladio Rosabal Cordero |
| Invierno 2015   | Saprissa        | 2-0, 2-1               | Alajuelense     | Estadio Alejandro Morera Soto  |
| Verano 2016     | Herediano       | 1-0, 2-0               | Alajuelense     | Estadio Eladio Rosabal Cordero |
| Verano 2017     | Herediano       | 3-0, 2-0               | Saprissa        | Estadio Ricardo Saprissa       |
| Clausura 2018   | Saprissa        | 1-1, 0-0 (4-3.p)       | Herediano       | Estadio Ricardo Saprissa       |
| Apertura 2018   | Herediano       | 2-2, 3-2               | Saprissa        | Estadio Ricardo Saprissa       |
| Apertura 2019   | Herediano       | 1-0, 1-2 (5-4.p)       | Alajuelense     | Estadio Alejandro Morera Soto  |
| Clausura 2021   | Saprissa        | 3-2, 1-0               | Herediano       | Estadio Colleya Fonseca        |
| Apertura 2021   | Herediano       | 1-0, 3-2               | Saprissa        | Estadio Colleya Fonseca        |
| Apertura 2022   | Saprissa        | 2-0, 0-1               | Herediano       | Estadio Colleya Fonseca        |
| Clausura 2023   | Saprissa        | 0-1, 3-1               | Alajuelense     | Estadio Ricardo Saprissa       |
| Apertura 2024   | Herediano       | 2-0, 1-2               | Alajuelense     | Estadio Alejandro Morera Soto  |
| Clausura 2025   | Herediano       | 0-0, 1-0               | Alajuelense     | Estadio Carlos Alvarado        |

### Copa
| Edición         | Campeón         | Resultado       | Subcampeón      | Sede Final               |
| Enfrentamientos | Enfrentamientos | Enfrentamientos | Enfrentamientos | Enfrentamientos          |
| --------------- | --------------- | --------------- | --------------- | ------------------------ |
| 1937            | Alajuelense     | 5-1             | Herediano       | Estadio Nacional         |
| 1947            | Herediano       | 2-1             | Alajuelense     | Estadio Nacional         |
| 1950            | Saprissa        | 3-1             | Herediano       | Estadio Nacional         |
| 1960            | Saprissa        | 1-0             | Herediano       | Estadio Nacional         |
| 1972            | Saprissa        | 4-3             | Herediano       | Estadio Ricardo Saprissa |
| 2023            | Alajuelense     | 2-0             | Saprissa        | Estadio Nacional         |

### Supercopa
| Edición         | Campeón         | Resultado       | Subcampeón      | Sede Final       |
| Enfrentamientos | Enfrentamientos | Enfrentamientos | Enfrentamientos | Enfrentamientos  |
| --------------- | --------------- | --------------- | --------------- | ---------------- |
| 2012            | Alajuelense     | 2-0             | Herediano       | Estadio Nacional |
| 2020            | Herediano       | 2-0             | Saprissa        | Estadio Nacional |
| 2021            | Saprissa        | 4-1             | Alajuelense     | Estadio Nacional |
| 2023            | Saprissa        | 1-0             | Herediano       | Estadio Nacional |
| 2024            | Herediano       | 1-1 (5-4.p)     | Saprissa        | Estadio Nacional |

### Recopa
| Edición         | Campeón         | Resultado       | Subcampeón      | Sede Final         |
| Enfrentamientos | Enfrentamientos | Enfrentamientos | Enfrentamientos | Enfrentamientos    |
| --------------- | --------------- | --------------- | --------------- | ------------------ |
| 2024            | Alajuelense     | 3-1             | Saprissa        | Estadio Nacional   |
| 2025            | Alajuelense     | 1-0             | Herediano       | Estadio Fello Meza |

### Liga de Campeones de la Concacaf
| Edición         | Campeón         | Resultado       | Subcampeón      | Sede Final                    |
| Enfrentamientos | Enfrentamientos | Enfrentamientos | Enfrentamientos | Enfrentamientos               |
| --------------- | --------------- | --------------- | --------------- | ----------------------------- |
| 2004            | Alajuelense     | 1-1, 4-0        | Saprissa        | Estadio Alejandro Morera Soto |

### Liga Concacaf
| Edición         | Campeón         | Resultado       | Subcampeón      | Sede Final                    |
| Enfrentamientos | Enfrentamientos | Enfrentamientos | Enfrentamientos | Enfrentamientos               |
| --------------- | --------------- | --------------- | --------------- | ----------------------------- |
| 2020            | Alajuelense     | 3-2             | Saprissa        | Estadio Alejandro Morera Soto |

## Títulos oficiales
| Pos. | Club        | Campeonatos nacionales | Copas nacionales | Copas internacionales | Total |
| ---- | ----------- | ---------------------- | ---------------- | --------------------- | ----- |
| 1    | Saprissa    | 40                     | 12               | 9                     | 61    |
| 2    | Alajuelense | 30                     | 15               | 9                     | 54    |
| 3    | Herediano   | 31                     | 14               | 1                     | 46    |